# Crossidius mexicanus
Crossidius mexicanus är en skalbaggsart som beskrevs av Chemsak och Noguera 1997. Crossidius mexicanus ingår i släktet Crossidius och familjen långhorningar. Inga underarter finns listade i Catalogue of Life.